# ファルカリウス
ファルカリウス（Falcarius）は前期白亜紀に生息していた獣脚亜目のテリジノサウルス類に属す恐竜の属。化石は北米のユタ州で発見されている。全長は4メートル。
とても長い頸や10～12センチメートルもある手のかぎ爪など、テリジノサウルス類の特徴を持っており、学名はラテン語で「鎌を作る者」を意味する。またベイピアオサウルスも生息していたのはこの恐竜と同じ時期である。解剖学的に見ると、ベイピアオサウルスよりもファルカリウスのほうが体の構造は原始的であったと思われ、植物をエサにするために木の葉型の歯をもっていた（それは肉食恐竜が刃物のようなギザギザのある歯をしているのとは対照的であった）。
骨盤は幅広く、それは植物を消化するために腹が大きくなっているということを示していた。下肢はずんぐりとした形をしていた。一般的な肉食恐竜のように獲物を追って速く走る必要がなかったためにそういう形をしていたのかもしれない。

## 系統
- 恐竜 Dinosauria
  - 竜盤類 Saurischia
    - 獣脚類 Tetanurae
      - テタヌラ類 Tetanurae
        - コエルロサウルス類 Coelurosauria
          - テリジノサウルス類 Therizinosauria